# جاك لافيت (سائق سباقات)
جاك لافيت (بالفرنسية: Jacques Laffite)‏ مواليد 21 نوفمبر 1943 في باريس، هو سائق فورملا 1 فرنسي سابق بدأ مسيرته الاحترافية سنة 1974. كان أول سباق له هو جائزة ألمانيا الكبرى 1974، حقق أول فوز له في جائزة السويد الكبرى 1977. خاض خلال مسيرته 180 سباقاً فاز في 6 منها.

## سباقات شارك فيها
- لو مان 24 ساعة
- بطولة العالم للسيارات الرياضية
- بطولة العالم لسيارات السياحة

## بطولات حققها
- جائزة السويد الكبرى 1977
- جائزة كندا الكبرى 1981

## روابط خارجية
- جاك لافيت على موقع IMDb (الإنجليزية)
- جاك لافيت على موقع قاعدة بيانات الفيلم (الإنجليزية)
- جاك لافيت على موقع Racing-Reference.info (الإنجليزية)
- جاك لافيت على موقع DriverDB.com (الإنجليزية)